# Thorismond
Thorismond, fils de Théodoric Ier, est roi des Wisigoths de 451 à 453.

## Enfance
Il est le fils aîné de Théodoric Ier et de la reine Pédauque. On sait peu de choses sur sa mère, seconde épouse de Théodoric, fille d'Alaric Ier, car Théodoric II, son frère, est gratifié par Sidoine Apollinaire de « petit-fils d'Alaric ».
On sait peu de choses sur son enfance. Il n'a pas eu accès aux enseignements d'Avitus, précepteur de son frère cadet; son père le destinant à régner à sa suite n'a peut-être pas cru utile de lui enseigner des rudiments du latin.
Il participe à la bataille des champs Catalauniques en 451 comme chef d'un bataillon goth, allié des Romains, avec son père Théodoric Ier et son frère Théodoric. Il est blessé lors de la bataille.

## Règne
Alors qu'il combat les Huns d'Attila au côté de son père le roi Théodoric Ier, il est élu roi sur le champ de bataille à la mort de ce dernier, tué au combat par une lance ostrogothique venant des troupes d'Attila. L'acclamation des guerriers le désigne comme nouveau roi. Il souhaite poursuivre la guerre contre les envahisseurs qui battent en retraite mais Aetius l'en dissuade et lui conseille de rentrer à Toulouse, sa capitale, pour régler la succession de Théodoric. Thorismond rentre à Toulouse avec ses troupes.
Selon le chroniqueur Jordanès, c'est un excellent stratège. En 453, au début du printemps, il reprend le combat contre les Huns alliés aux Alains qui tentent d'envahir les Gaules. Il vainc les armées près du Rhône, à la suite de quoi Attila ne tentera plus d'envahir la Gaule.
Aetius trouve ce roi victorieux gênant à cause de sa gloire militaire conjuguée contre les Huns et les Alains. Et au retour des Wisigoths de cette victoire, les Romains reprennent Arles, par un guet-apens. Le préfet du prétoire Ferréol éloigne Thorismond de la ville d'Arles pour lui offrir un déjeuner et celui-ci perd la ville au profit d'Aetius. Les Goths reculent. Ses frères lui reprochent les batailles contre les Romains et des dissensions se créent au sein du peuple wisigoth.
Thorismond rentre à Toulouse, malade et veut se soigner, après avoir déposé ses armes. Un de ses « clients », Ascalc, lui demande une audience au sujet d'un complot. Selon les sources, soit le roi accepte et aussitôt Ascalc le frappe, soit Ascalc tente de le prévenir du complot avant l'arrivée des comploteurs. Le roi riposte et tue un des comploteurs (Ascalc ou un autre selon les sources) tout en écartant la plupart des assaillants qui l'ont suivi avec un escabeau qui était à portée de main. Ces « assaillants », qui ne sont pas nommés, font l'objet de plusieurs débats; on parle de ses propres frères et futurs rois Théodoric II, Frédéric ou Euric, sans preuves. Il est finalement tué par les comploteurs.

#### Sources anciennes
- Jordanès, Les Gétiques ou Histoire des Goths.

#### Sources modernes
- Renée Mussot-Goulard, Les Goths, Biarritz, Éditions Atlantica, mai 1999, 323 p. (ISBN 978-2-84394-140-5).